# Josep Maria Aloy
|  | No s'ha de confondre amb Josep Maria Aloy i Bosch. |

Josep Maria Aloy, Txema o Chema fou un infiltrat dels serveis secrets de l'Estat espanyol a Terra Lliure tercera assemblea, que es convertí en la principal font d'informació que va ajudar a realitzar l'operació Garzón contra l'organització armada.
Va participar el març del 1992 en la col·locació d'un explosiu a l'estació de tren de Sant Sadurní d'Anoia, un artefacte que no arribà a explotar i suposadament hauria proporcionat la informació als cossos i forces de seguretat de l'Estat que els permeté desenvolupar l'operació. Aloy va rebre formació i ajut tècnic de Mikel Lejarza (àlies Lobo), l'agent que ja s'havia infiltrat a l'organització armada ETA. En cap dels judicis celebrats en contra dels militants de Terra Lliure, es va fer referència a l'infiltrat, cosa que va fer sospitar d'ell a la resta de detinguts. Garzón i Lejarza confirmaren l'existència d'un talp als seus respectius llibres autobiogràfics. La seva pista es perd el 2002, quan era assessor en temes de seguretat per a l'empresa CIRSA al Brasil.